# Przestępstwo naśladowane
Przestępstwo naśladowane (z ang. copycat crime) – akt przestępczy inspirowany innym wcześniej wykonanym przestępstwem, które zostało opisane przez media, lub innym aktem wykreowanym przez fikcję twórczą (w literaturze, kinematografii itd.).

## Przykłady
Różne akty przestępczych prezentowanych przez telewizję, filmy, czy literaturę stały się inspiracją dla rzeczywistych aktów przestępczych:

### Breaking Bad
Serial telewizyjny Breaking Bad stał się inspiracją dla wielu różnych przestępstw kryminalnych, m.in.:
- 2010: w Kansas City, Missouri, policja odnalazła metamfetaminę o niebieskiej barwie, co prawdopodobnie było inspirowane kolorem narkotyku, jaki produkował i handlował w serialu Walter White[1].
- 27-letni mężczyzna, Jason Hart, został uznany za winny uduszenia swojej dziewczyny, a następnie wykorzystania kwasu siarkowego w celu rozpuszczenia jej ciała. Incydent ma wiele podobieństw do wydarzeń przedstawionych w serialu Breaking Bad, gdzie Walter White i Jesse Pinkman pozbyli się ciała swojej ofiary w podobny sposób. Później okazało się, że morderca był fanem serialu Breaking Bad[1].

### Morderstwa
- Zodiak (morderca) – po dwudziestu latach od działań oryginalnego zabójcy, Eddie Seda zaatakował swoje ofiary w podobny sposób w Nowym Jorku, zabijając za pomocą własnoręcznie wykonanej broni palnej. Na miejscu zabójstwa pozostawił również notes z zaszyfrowaną wiadomością do policji. W przeciwieństwie do oryginalnego Zodiaka został on jednak zatrzymany ze względu na pozostawione odciski palców na notesie[2].
- Kuba Rozpruwacz – 48-letni Derek Brown został ujęty jako winny zabójstwa dwóch młodych kobiet w sposób podobny do Kuby Rozpruwacza. Na swoje ofiary wybrał prostytutkę oraz kobietę trudniącą cię uliczną sprzedażą, wierząc że w ten sposób nie zostanie dostrzeżone ich zaginięcie. Ciała ofiar nigdy nie zostały odnalezione, prawdopodobnie zostały poćwiartowane w wannie, a następnie szczątków tych przestępca się pozbył[2].